# Синельник Федір Станіславович
Фе́дір Станісла́вович Сине́льник (1986—2014) — старший солдат Збройних сил України, учасник російсько-української війни.

## Життєпис
Народився 1986 року в селі Далеке Близнюківського району (Харківська область). Закінчив загальноосвітню школу, потім — з відзнакою Петропавлівське ПТУ № 91. Працював у ДТЕК шахтоуправління «Першотравенське» — участок ремонтно-відновних робіт. Проходив строкову військову службу у Повітряних силах ЗСУ. Мешкав у смт Петропавлівка.
Мобілізований у травні 2014-го з райцентру Петропавлівка Дніпропетровської області. Старший вогнеметник, 93-тя окрема механізована бригада.
21 липня 2014-го загинув під час бою в селі Піски Ясинуватського району.
Похований у Запоріжжі. Перепохований в селі Далеке.

## Нагороди та вшанування
- 14 листопада 2014 року за особисту мужність і героїзм, виявлені у захисті державного суверенітету та територіальної цілісності України, вірність військовій присязі під час російсько-української війни, відзначений — нагороджений орденом «За мужність» III ступеня (посмертно)
- 22 листопада 2016-го відкрито меморіальну дошку воїнам-випускникам Петропавлівського відділення ДПТНЗ «МПТУ», серед них і Федір Синельник.